# Удранка
Удранка (бел. Удра́нка) — деревня в Молодечненском районе Минской области Республики Беларусь. Входит в состав Радошковичского сельсовета.

## География
Через деревню расположена автодорога Н9119, к деревне пролегает автодорога Н9173, Н22827.

### Гидрография
Рядом река Удра (Удранка).
Недалеко расположен канал Вилейско-Минской водной системы, водосливная плотина. Водохранилище Удранка (расположено около Радошковичей), создано на одноименной реке при строительстве канала Вилейско-Минской водной системы.

## История
В 1904 году в Радошковской волости Вилейского уезда Виленской губернии.
29 декабря 2009 года в результате упразднения Радошковичского поселкового Совета в состав Радошковичского сельсовета включена деревня Удранка.
Возле деревни на реке Рыбчанка в 1980 году построен санаторий "Сосновый бор" вместе с прилегающим гидропарком: фонтанами, каскадами, семью островами, которые соединены между собой мостиками.

## Население

### Численность
- 2019 год — 70 жителей

### Динамика
- 1999 год — 162 жителей (перепись населения)
- 2009 год — 83 жителя (перепись населения)[3]
- 2019 год — 70 жителей (перепись населения)

## Достопримечательность
- Курганный могильник (VIII–XIII вв.), 100 м на юго-восток от деревни, по обе стороны дороги на г. п. Радошковичи —  Историко-культурная ценность Республики Беларусь, шифр 613В000317.
- Памятник командиру партизанского отряда Г. В. Бречко.

## Галерея

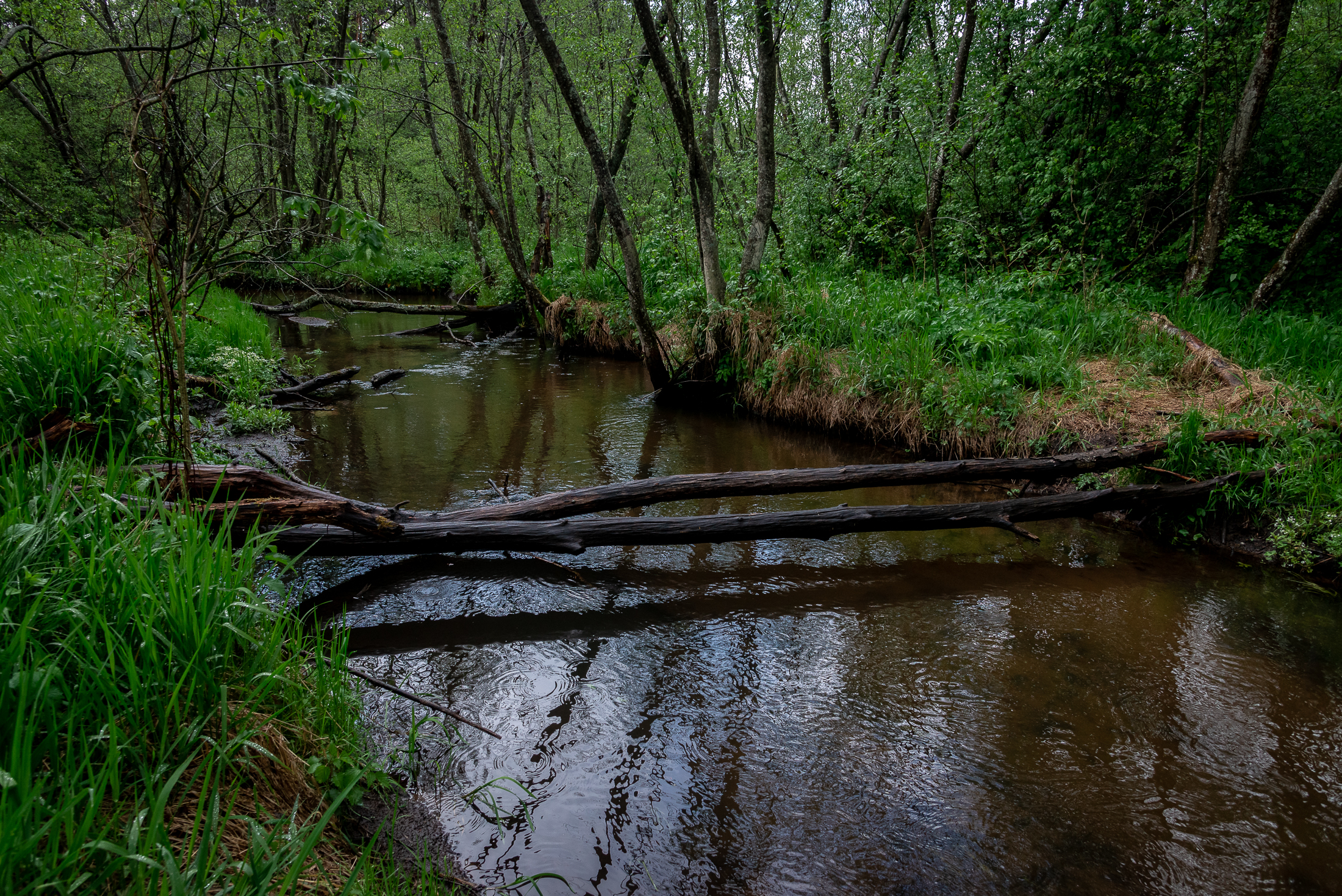
Река Удранка. Впадают родники. Бассейн Балтийского моря.
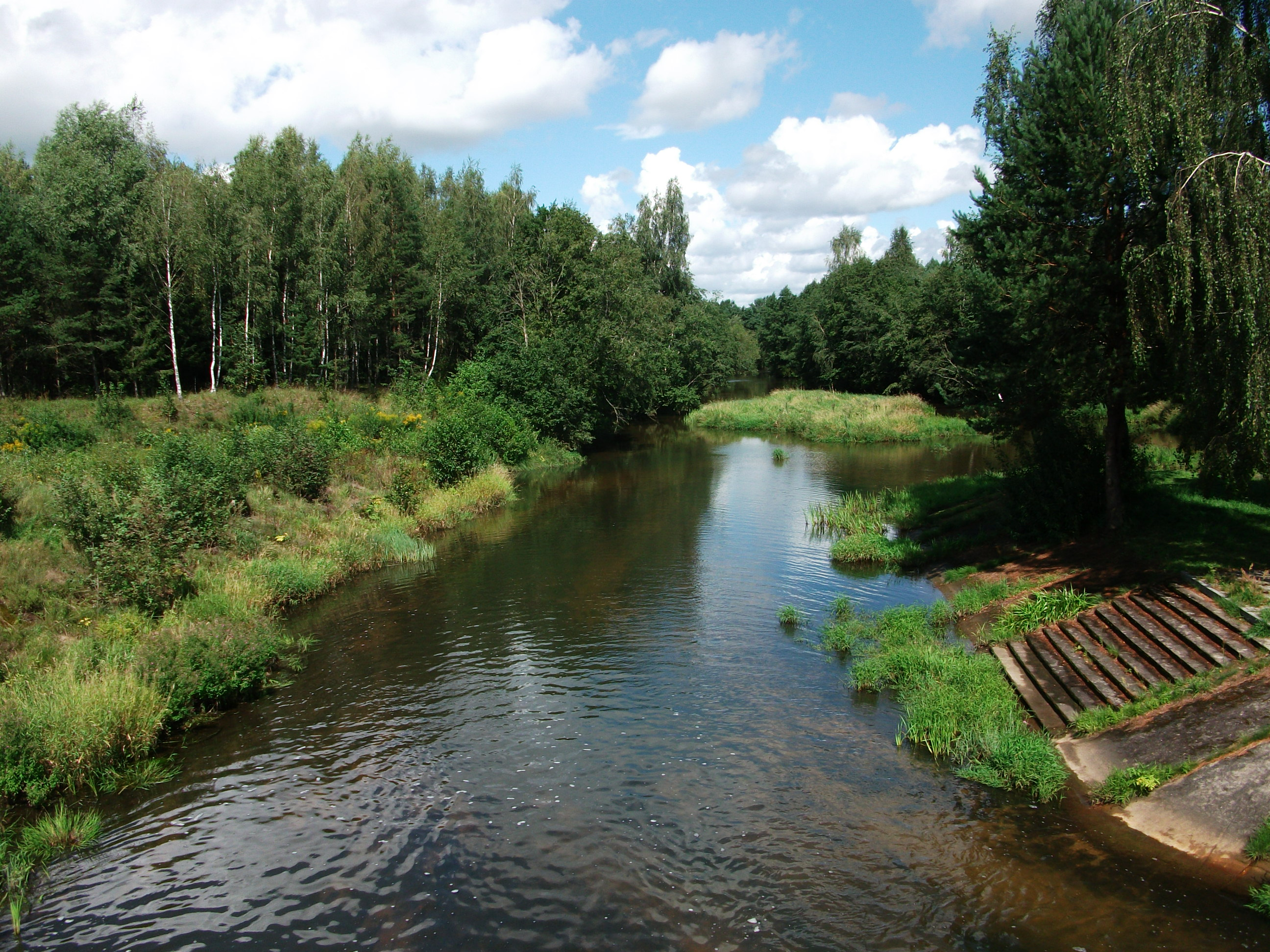
Река Рыбчанка около санатория "Сосновый бор"